# 교황 수위권

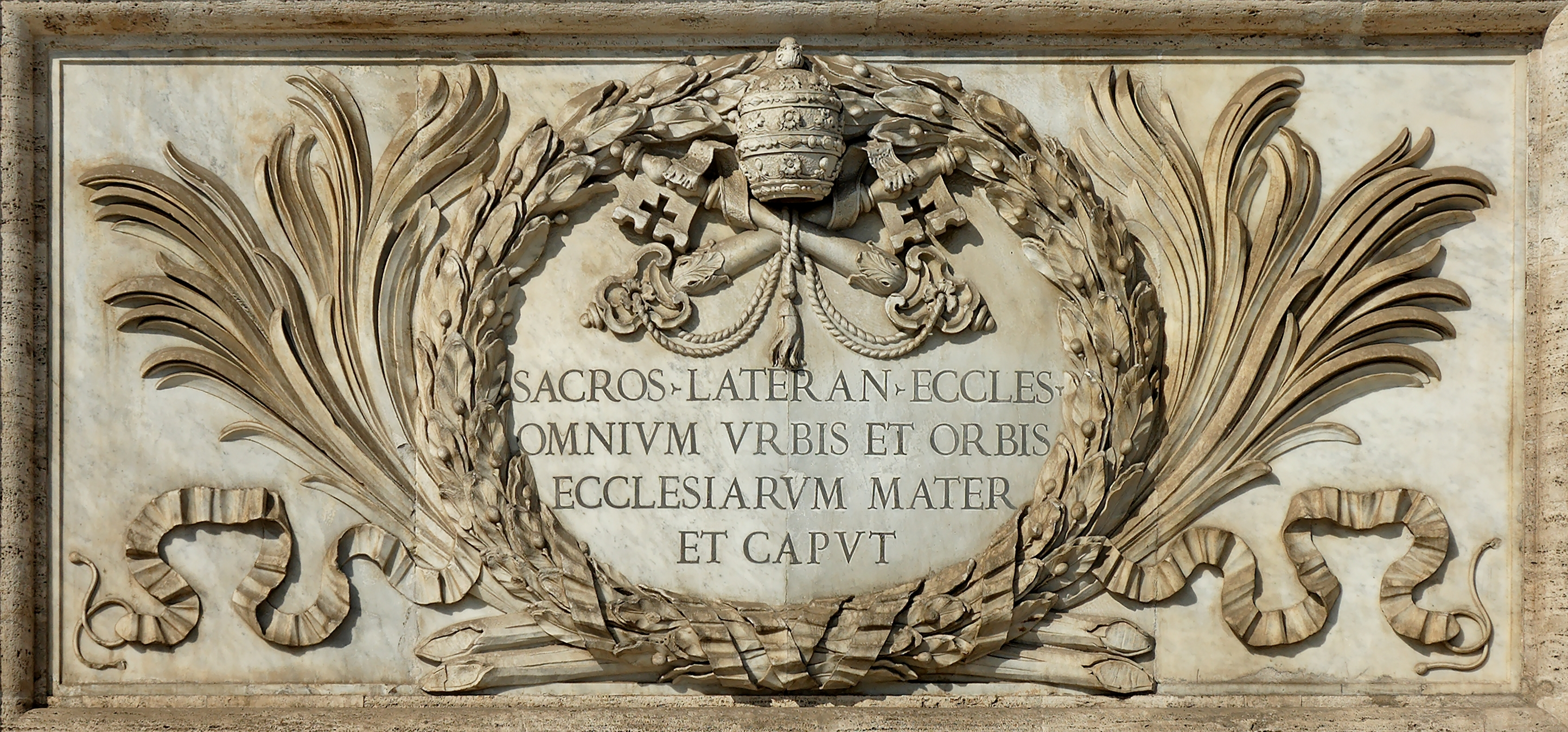
라테란 교회의 비문, 모든 교회의 어머니이며 머리이다라고 새겨져 있다.

교황 수위권(敎皇首位權, Papal primacy)이란 로마 가톨릭교회의 교리인데 교황이 그리스도의 대리자로 모든 기독교 교회의 목자로서 모든 교회위에 수위권과 보편권을 가지며 방해받지 않은 권한을 행사할 수 있는 것이다. 모든 영혼을 돌보는 일도 감당한다.

## 같이 보기
- 교황의 무오성
- 로마 감독의 수위권
- 콘스탄티누스 증서